# René Maillard
René Maillard (18 gennaio 1923 – 25 aprile 2005) è stato un calciatore svizzero, di ruolo attaccante.

## Carriera

### Nazionale
Ha collezionato diciassette presenze con la propria Nazionale.